# مانولیت سافت
مانولیت سافت (انگلیسی: Monolith Soft) شرکت بازی ویدئویی ژاپنی است، که در سال ۱۹۹۹ توسط تتسویا تاکاهاشی و یاسویوکی هونی تأسیس شد.